# Arondismentul Castres
Arondismentul Castres (în franceză Arrondissement de Castres) este un arondisment din departamentul Tarn, regiunea Midi-Pyrénées, Franța.

## Subdiviziuni

### Cantoane
- Cantonul Anglès
- Cantonul Brassac
- Cantonul Castres-Est
- Cantonul Castres-Nord
- Cantonul Castres-Sud
- Cantonul Castres-Ouest
- Cantonul Cuq-Toulza
- Cantonul Dourgne
- Cantonul Graulhet
- Cantonul Labruguière
- Cantonul Lacaune
- Cantonul Lautrec
- Cantonul Lavaur
- Cantonul Mazamet-Nord-Est
- Cantonul Mazamet-Sud-Ouest
- Cantonul Montredon-Labessonnié
- Cantonul Murat-sur-Vèbre
- Cantonul Puylaurens
- Cantonul Roquecourbe
- Cantonul Saint-Amans-Soult
- Cantonul Saint-Paul-Cap-de-Joux
- Cantonul Vabre
- Cantonul Vielmur-sur-Agout

### Comune
| 1. Aguts (81001)                     | 2. Aiguefonde (81002)                     | 3. Albine (81005)                    | 4. Algans (81006)                    |
| 5. Ambres (81011)                    | 6. Anglès (81014)                         | 7. Appelle (81015)                   | 8. Arfons (81016)                    |
| 9. Arifat (81017)                    | 10. Aussillon (81021)                     | 11. Bannières (81022)                | 12. Barre (81023)                    |
| 13. Belcastel (81025)                | 14. Belleserre (81027)                    | 15. Berlats (81028)                  | 16. Bertre (81030)                   |
| 17. Le Bez (81031)                   | 18. Blan (81032)                          | 19. Boissezon (81034)                | 20. Bout-du-Pont-de-Larn (81036)     |
| 21. Brassac (81037)                  | 22. Briatexte (81039)                     | 23. Brousse (81040)                  | 24. Burlats (81042)                  |
| 25. Busque (81043)                   | 26. Cabanès (81044)                       | 27. Cahuzac (81049)                  | 28. Cambon-lès-Lavaur (81050)        |
| 29. Cambounet-sur-le-Sor (81054)     | 30. Cambounès (81053)                     | 31. Les Cammazes (81055)             | 32. Carbes (81058)                   |
| 33. Castelnau-de-Brassac (81062)     | 34. Castres (81065)                       | 35. Caucalières (81066)              | 36. Cuq (81075)                      |
| 37. Cuq-Toulza (81076)               | 38. Damiatte (81078)                      | 39. Dourgne (81081)                  | 40. Durfort (81083)                  |
| 41. Escoussens (81084)               | 42. Escroux (81085)                       | 43. Espérausses (81086)              | 44. Ferrières (81091)                |
| 45. Fiac (81092)                     | 46. Fréjeville (81098)                    | 47. Garrevaques (81100)              | 48. Garrigues (81102)                |
| 49. Gijounet (81103)                 | 50. Giroussens (81104)                    | 51. Graulhet (81105)                 | 52. Guitalens (81107)                |
| 53. Jonquières (81109)               | 54. Labastide-Rouairoux (81115)           | 55. Labastide-Saint-Georges (81116)  | 56. Laboulbène (81118)               |
| 57. Labruguière (81120)              | 58. Lacabarède (81121)                    | 59. Lacaune (81124)                  | 60. Lacaze (81125)                   |
| 61. Lacougotte-Cadoul (81126)        | 62. Lacroisille (81127)                   | 63. Lacrouzette (81128)              | 64. Lagardiolle (81129)              |
| 65. Lagarrigue (81130)               | 66. Lalbarède (81132)                     | 67. Lamontélarié (81134)             | 68. Lasfaillades (81137)             |
| 69. Lautrec (81139)                  | 70. Lavaur (81140)                        | 71. Lempaut (81142)                  | 72. Lescout (81143)                  |
| 73. Lugan (81150)                    | 74. Magrin (81151)                        | 75. Le Margnès (81153)               | 76. Marzens (81157)                  |
| 77. Le Masnau-Massuguiès (81158)     | 78. Massac-Séran (81159)                  | 79. Massaguel (81160)                | 80. Maurens-Scopont (81162)          |
| 81. Mazamet (81163)                  | 82. Missècle (81169)                      | 83. Mont-Roc (81183)                 | 84. Montcabrier (81173)              |
| 85. Montdragon (81174)               | 86. Montfa (81177)                        | 87. Montgey (81179)                  | 88. Montpinier (81181)               |
| 89. Montredon-Labessonnié (81182)    | 90. Moulayrès (81187)                     | 91. Moulin-Mage (81188)              | 92. Mouzens (81189)                  |
| 93. Murat-sur-Vèbre (81192)          | 94. Nages (81193)                         | 95. Navès (81195)                    | 96. Noailhac (81196)                 |
| 97. Palleville (81200)               | 98. Payrin-Augmontel (81204)              | 99. Peyregoux (81207)                | 100. Pont-de-Larn (81209)            |
| 101. Poudis (81210)                  | 102. Prades (81212)                       | 103. Pratviel (81213)                | 104. Puybegon (81215)                |
| 105. Puycalvel (81216)               | 106. Puylaurens (81219)                   | 107. Puéchoursi (81214)              | 108. Péchaudier (81205)              |
| 109. Rayssac (81221)                 | 110. Le Rialet (81223)                    | 111. Roquecourbe (81227)             | 112. Roquevidal (81229)              |
| 113. Rouairoux (81231)               | 114. Saint-Affrique-les-Montagnes (81235) | 115. Saint-Agnan (81236)             | 116. Saint-Amancet (81237)           |
| 117. Saint-Amans-Soult (81238)       | 118. Saint-Amans-Valtoret (81239)         | 119. Saint-Avit (81242)              | 120. Saint-Gauzens (81248)           |
| 121. Saint-Genest-de-Contest (81250) | 122. Saint-Germain-des-Prés (81251)       | 123. Saint-Germier (81252)           | 124. Saint-Jean-de-Rives (81255)     |
| 125. Saint-Jean-de-Vals (81256)      | 126. Saint-Julien-du-Puy (81258)          | 127. Saint-Lieux-lès-Lavaur (81261)  | 128. Saint-Paul-Cap-de-Joux (81266)  |
| 129. Saint-Pierre-de-Trivisy (81267) | 130. Saint-Salvi-de-Carcavès (81268)      | 131. Saint-Salvy-de-la-Balme (81269) | 132. Saint-Sernin-lès-Lavaur (81270) |
| 133. Saint-Sulpice (81271)           | 134. Sauveterre (81278)                   | 135. Saïx (81273)                    | 136. Senaux (81282)                  |
| 137. Serviès (81286)                 | 138. Sorèze (81288)                       | 139. Soual (81289)                   | 140. Sémalens (81281)                |
| 141. Teulat (81298)                  | 142. Teyssode (81299)                     | 143. Vabre (81305)                   | 144. Valdurenque (81307)             |
| 145. Veilhes (81310)                 | 146. Verdalle (81312)                     | 147. Viane (81314)                   | 148. Vielmur-sur-Agout (81315)       |
| 149. Villeneuve-lès-Lavaur (81318)   | 150. Le Vintrou (81321)                   | 151. Viterbe (81323)                 | 152. Viviers-lès-Lavaur (81324)      |
| 153. Viviers-lès-Montagnes (81325)   | 154. Vénès (81311)                        |                                      |                                      |